# 白石ことこ
白石 ことこ（しらいし ことこ、1978年8月14日 - ）は、日本の元AV女優。
千葉県松戸市出身。ファイブ7プロ所属。

## 略歴
1994年、16歳で「白石琴子」名義でヌード写真集デビュー。
1998年4月、AVデビュー。

## 作品

### 写真集
- やっと会えたね 白石琴子 名義 撮影時 16歳
- motomiya aika1少女のままで 本宮あいか 名義
- デジタル写真集EX「昼下がり」
- 唇と憂鬱
- 黄砂
- SPANK YOU！

### アダルトビデオ
1998年
- I BELIEVE （4月16日、セクシア）
- I Feel（5月15日、セクシア）
- I Wish （6月12日、セクシア）
- モーニングコール（7月17日、セクシア）
- Princess（10月23日、トライハート）

1999年
- セクシープリンセス（3月19日、トライハート）
- NEO出血大制服49（3月20日、アトラス21）
- 激唇（6月25日、アトラス21）
- セクシアトゥインクルメモリーズ（7月16日、セクシア）

2000年
- スーパープリンセス（トライハート、3月24日）

2001年
- 乙女果汁120％ （5月31日、トライハート）
- THEぶち込み!! 2 暴走FUCK10連射  （8月31日、トライハート）

不明
- if… もし私が壊れても…
- メモワール 記憶に魘されて…
- やりすぎ家庭教師 白石ことこ（ミス・クリスティーヌ）
- 告白（トライハート）
- 変態ざんまい（SAMM）
- サザンダイアリー琴子13
- アイドル黄金伝説
- 琴子の日記サザンダイアリー
- 制服を脱ぎ捨てて 女子校生総集編
- THEぶち込み!! 2 暴走FUCK10連射
- D-LABEL 1999年 白石琴子 名義  BANANA
- セレブアイドル無差別レイプ19人  イエローボックス

## オリジナルビデオ
- 堕天使学園  1996年8月21日
- 新・悲しきヒットマン2 1997年7月4日
- オークションされる女2 1998年8月2日
- 体育の時間 ブルマから汗が・・・ 1998年8月7日
- 聖職者の下半身 痴漢医師 1998年11月27日
- 新 校内写生U（ウルトラ） 盗殺マニアVS女子高生 1998年12月1日 白石琴子 名義
- ヤンママトラッカー／飛龍伝（1999年2月21日） 主演：坂上香織
- Taboo近親愛  1998年11月27日

この他にも多数出演。